# Lucius Papirius Cursor I

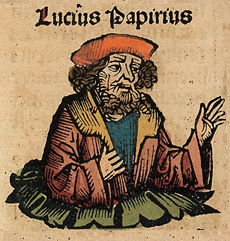
Lucius Papirius Cursor I, afgebeeld in Nuremberg chronicles.

Lucius Papirius Cursor was een Romeinse generaal, vijfmaal consul en tweemaal dictator. 
In 325 v.Chr. werd hij aangesteld als dictator om met de Tweede Samnitische Oorlog door te gaan. Zijn onenigheid met Quintus Fabius Maximus Rullianus, zijn magister equitum, is ons welbekend. Deze laatstgenoemde had een aanval ondernomen tegen de vijand tegen de beslissingen van Cursor in, door wie hij werd ter dood veroordeeld en enkel door de tussenkomst van zijn vader, de senaat en het volk, zijn leven zag gered worden. 
Cursor behandelde zijn soldaten met zo'n ruwheid dat zij het toelieten om verslagen te worden, maar nadat hij hun welwillendheid teruggewonnen had door een meegaandere behandeling en ruime beloftes van buit, vochten zij met enthousiasme en wonnen met een totale overwinning. 
Na de nederlaag bij de pas van Caudinum, redde Cursor ten dele de eer door Luceria (dat zich verzet had) te dwingen zich over te geven. Hij bracht de Romeinse gijzelaars terug die in gevangenschap in de stad vastgehouden werden, kreeg de standaarden terug die verloren gingen bij Caudinum en liet 7000 manschappen van de vijand onder het juk doorlopen. 
In 309, toen de Samnieten opnieuw revolteerden, werd Cursor voor de tweede keer aangesteld dictator en won een beslissende slag bij Longula, ter ere waarvan hij een schitterende triomftocht hield. De gestrengheid van Cursor was spreekwoordelijk; hij was een man van enorme lichamelijke kracht, terwijl zijn moed zonder twijfel was. Hem werd het cognomen Cursor gegeven omwille van de snelheid van zijn voet (Titus Livius, Ab Urbe Condita VIII, IX; Aurelius Victor, De viris illustribus 3; Eutropius II 8. 9. 
Zijn zoon Lucius Papirius Cursor II was ook een groot generaal.

## Referentie
- art. Cursor, Lucius Papirius, in Encyclopædia Britannica 7 (1911), p. 650.